# El Huidero
El Huidero är en ort i Mexiko.   Den ligger i kommunen San Andrés Tuxtla och delstaten Veracruz, i den sydöstra delen av landet, 400 km öster om huvudstaden Mexico City. El Huidero ligger 264 meter över havet och antalet invånare är 1 010.
Terrängen runt El Huidero är kuperad österut, men västerut är den platt. Terrängen runt El Huidero sluttar västerut. Runt El Huidero är det ganska tätbefolkat, med 83 invånare per kvadratkilometer. Närmaste större samhälle är San Andres Tuxtla, 7,7 km nordväst om El Huidero. Omgivningarna runt El Huidero är en mosaik av jordbruksmark och naturlig växtlighet.